# Why Are We Creative?
Why Are We Creative? ist ein deutscher Dokumentarfilm des Regisseurs Hermann Vaske aus dem Jahr 2018. Der Film basiert auf Vaskes Why Are You Creative?-Projekt, bei dem er über 30 Jahre hinweg über 1000 bekannte Persönlichkeiten des öffentlichen Lebens nach dem Ursprung ihrer Kreativität befragte.
Die Deutschlandpremiere des Films fand am 29. September 2018 im Deutschen Filminstitut in Frankfurt statt.

## Handlung
Der Film beleuchtet die Hintergründe des Why Are You Creative?-Projektes und zeigt einige der dazugehörigen Interviews mit bekannten Kreativen. Ausgehend von den persönlichen Motiven der Kreativität wird dabei ein breites Spektrum an Aussagen getroffen, die auch über den persönlichen Bezug hinaus Gültigkeit haben. So wird beispielsweise ergründet, ob und wie Spiritualität eine Rolle beim kreativen Wirken spielt. Gedreht wurden die Interviews auf verschiedensten Medien, was einen collagenhaften Charakter des Films zur Folge hat.

## Kritik
„Die Machart des Films ist geradezu eine Einladung, die Gedanken spazieren gehen zu lassen.“

„Zweifelsohne eine beeindruckende Sammlung an Persönlichkeiten und Statements, die Hermann Vaske in seiner dokumentarischen Materialsammlung ‚Why Are We Creative?‘ zusammengestellt hat.“

„Ein sensibler und intelligenter Film, der eine starke bildästhetische Vision verrät, die seinem Sujet entspricht. Gleichermaßen distanziert wie traumhaft erzählt der Film in klaren, tableauhaft komponierten Bildern.“

## Sonstiges
Why Are We Creative? erhielt eine Nominierung durch die Cinema for Peace Foundation in der Kategorie Most Valuable Documentary 2019.
Der Film wurde unter anderem auf folgenden Filmfestivals gezeigt:
- 2018: 75. Filmfestspiele von Venedig
- 2018: Warsaw International Film Festival
- 2018: Tofifest Film Festival
- 2018: São Paulo International Film Festival
- 2018: Filmfestival Castellinaria
- 2018: International Film Festival of Asian Pacific Countries Pacific Meridian
- 2019: Vilnius International Film Festival (VIFF)
- 2019: Tallinn Documentary
- 2019: Lichter Filmfestival Frankfurt International
- 2019: ADC Festival

## Why Are You Creative?-Projekt
Für das Why Are You Creative?-Projekt befragte Hermann Vaske bekannte kreative Persönlichkeiten nach dem Ursprung ihrer Kreativität und welchen Stellenwert sie dieser beimessen. Die Antworten der mehr als 1000 Kreativen wurden dabei in Worten, Zeichnungen und teilweise auch Bildern festgehalten und erstmals 2002 bei den Cannes Lions International Festival of Creativity gezeigt. Zum 30-jährigen Jubiläum und in Begleitung zum Dokumentarfilm wurde das Projekt 2018 erneut ausgestellt, u. a. im Museum für Kommunikation in Frankfurt, Berlin sowie Wiesbaden.